# 佐渡裕
佐渡裕（日语：／ Sado Yutaka，1961年5月13日－），日本指挥家。

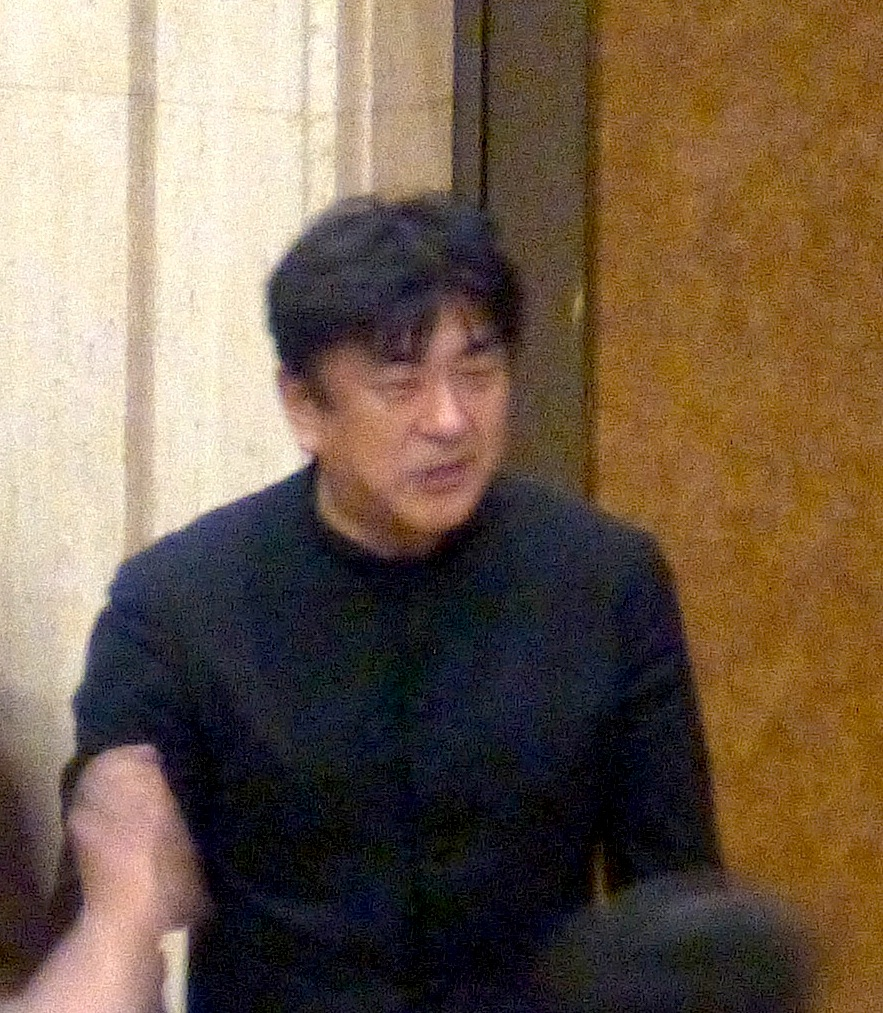
佐渡裕（2016年）

还在上学的时候，佐渡裕就在日本的一个歌剧学校——关西二期会获得了一个职位，在那里他有机会与新日本愛樂交響樂團和京都交响乐团合作，学习歌剧剧目。1987年，他前往美国参加坦格活德音乐节，在那里他与小泽征尔学习。后来，他在德国石勒苏益格-荷尔斯泰因的比赛中获得了大卫杜夫特别奖（英語：Davidoff Special Prize）。他回到日本担任小泽征尔的助手，并在东京的新日本爱乐乐团首次亮相，演奏了海顿交响曲系列。后来，他师从夏尔·迪图瓦、根纳季·罗日杰斯特文斯基和伦纳德·伯恩斯坦，并与他们一起在苏联和德国进行巡演。
1989年，在法国举行的第39届贝桑松国际青年指挥家比赛中，佐渡裕获得了一等奖，成为第三个日本获奖者（继1979年的小泽征尔和1982年的松尾叶子之后）。1990年，他成为日本札幌太平洋音乐节的常客，与克里斯托弗·埃申巴赫和邁可·提爾森·湯瑪斯一起参加。佐渡裕还担任兵库表演艺术中心的艺术总监和艺术顾问，以及在他2005年帮助建立的兵库表演艺术中心乐团担任首席指挥。佐渡裕也是日本SIENA管乐团的首席指挥。
在日本之外，佐渡裕于1993年至2011年担任拉穆勒乐团的首席指挥。他与拉穆勒乐团一起为Erato等厂牌录制唱片。1995年10月，佐渡裕被评为第一届伦纳德·伯恩斯坦耶路撒冷国际音乐比赛的冠军。2011年，他与10000名日本人一起为2011年日本地震的受害者指挥了贝多芬的第九交响曲。2013年11月，下奥地利音乐家乐团宣布任命佐渡裕为下一任首席指挥，从2015-2016乐季开始生效，初步合同期为3年。